# جاده ئی۶۵۲ اروپا
جاده ئی۶۵۲ اروپا (به انگلیسی: European route E652) یکی از جاده‌های درجه ۲ قاره اروپا است.
این جاده از شهر کلاگن‌فورت (اتریش) شروع شده و در شهر ناکلو (اسلوونی) به پایان می‌رسد.